# Вилянуева де лас Крусес
Вилянуева де лас Крусес (на испански: Villanueva de las Cruces) е населено място и община в Испания. Намира се в провинция Уелва, в състава на автономната област Андалусия. Общината влиза в състава на района (комарка) Андевало. Заема площ от 34 km². Населението му е 413 души (по преброяване от 2010 г.). Разстоянието до административния център на провинцията е 62 km.

## Демография
| 1996 | 1998 | 1999 | 2000 | 2001 | 2002 | 2003 | 2004 | 2005 | 2006 |
| ---- | ---- | ---- | ---- | ---- | ---- | ---- | ---- | ---- | ---- |
| 460  | 428  | 430  | 423  | 429  | 407  | 400  | 410  | 410  |      |